# Guanqiao (köpinghuvudort i Kina, Hubei Sheng, lat 29,92, long 113,94)
Guanqiao (kinesiska: 官桥, 官桥镇) är en köpinghuvudort i Kina. Den ligger i provinsen Hubei, i den centrala delen av landet, omkring 80 kilometer sydväst om provinshuvudstaden Wuhan. Antalet invånare är 22 494. Befolkningen består av 10 970 kvinnor och 11 524 män. Barn under 15 år utgör 14,0 %, vuxna 15-64 år 72 %, och äldre över 65 år 12,0 %.
Runt Guanqiao är det tätbefolkat, med 276 invånare per kvadratkilometer. Närmaste större samhälle är Longkou, 17,8 km väster om Guanqiao. Trakten runt Guanqiao består till största delen av jordbruksmark.
Genomsnittlig årsnederbörd är 1 743 millimeter. Den regnigaste månaden är maj, med i genomsnitt 244 mm nederbörd, och den torraste är januari, med 42 mm nederbörd.